# الكتلة الهوائية (علم الفلك)
في علم الفلك ، تعتبر الكتلة الهوائية (اختصارًا AM ) مقياسًا نسبيًا لطول المسار الذي ينتقل به ضوء جرم سماوي عبر الغلاف الجوي للأرض إلى الأرض أو إلى مرصد المراقبة . يؤثر مسار الضوء هذا على تشتت وامتصاص ضوء النجوم وكذلك تكوينه الطيفي.
في علم الأرصاد الجوية ، يستخدم مصطلح الكتلة الهوائية بشكل مختلف لوصف مناطق كبيرة متجانسة من طبقة التروبوسفير .

## الظروف الجغرافية
تُعرَّف الكتلة الهوائية بأنها نسبة طول المسار المعني {\displaystyle l} المتعلقة بالحد الأدنى للطول {\displaystyle l_{0}} الذي يمثل السقوط العمودي للضوء:
{\displaystyle \mathrm {AM} :={\frac {l}{l_{0}}}\geq 1}
حيث AM الكتلة الهوائية
بزاوية ذروة ζ تساوي 0 يسقط الضوء على سطح الأرض بشكل عمودي ، ويكون المسار عبر الغلاف الجوي أقصر ما يمكن ؛ يمر الضوء عبر كتلة هوائية واحدة بالضبط:
{\displaystyle l=l_{0}\Rightarrow \mathrm {AM} =1}

الكتلة الهوائية مقابل زاوية الذروة

لتقدير الكتلة الهوائية التي تعتمد على الزاوية ، نقوم بالحساب باعتبار الجو ذي كثافة ثابتة ؛ بالنسبة للأرض ، هذا الغلاف الجوي المكافئ له سماكة طبقة ( مقياس ارتفاع ) تعادل 5و8 = H كيلومتر. ثم مع استخدام نصف قطر الأرض R:
{\displaystyle \mathrm {AM} (\zeta )={\frac {{\sqrt {(R+H)^{2}-(R\cdot \sin \zeta )^{2}}}-R\cdot \cos \zeta }{H}}}
لزاوية ذروة ζ < 60 درجة ينطبق التقريب:
{\displaystyle \mathrm {AM} (\zeta <60^{\circ })\approx {\frac {1}{\cos \zeta }}=\sec \zeta }
مع sec للقاطع .
الاختصارات:
- AM0: إشعاع بدون توهين من الغلاف الجوي ، أي بدون هواء في مسار الضوء
- AM1: سقوط اعمودي للأشعة على سطح الأرض
- AM1.5: زاوية السقوط 48 درجة بالنسبة للعمودي.[2]

عند 60 درجة زاوية زينيث (سمت) يمر الضوء  صباحا خلال 2 AM، وعند 80 درجة تقريبا يمر خلال 6 AM ، وعند 90 درجة يطول المسار هندسيًا إلى ما يقرب من 40 AM .
وبدلاً من ذلك ، يمكن تحديد الكتلة الهوائية باستخدام زاوية الارتفاع {\displaystyle h=90^{\circ }-\zeta } (زاوية الإشعاع الساقط على الأفقي عند موقع المراقبة) ، ينتج عن ذلك زاوية ارتفاع > 30 درجة:
{\displaystyle \Leftrightarrow \mathrm {AM} (h>30^{\circ })\approx {\frac {1}{\sin h}}=\csc \,h}
مع csc لل kosekans .

## التأثيرات
في علم الفلك الرصدي ، تُعد الكتلة الهوائية مقياسًا لتأثير زاوية الذروة وتسمح بتقييم سريع لجودة المشاهدة التي يمكن تحقيقها: نادراً ما تتم مشاهدة في ظل الكتل الهوائية الأكبر من 2 ؛ تحتوي معظم التلسكوبات الكبيرة على دوائر أمان تحد من المشاهدة عند مستويات أعلى من  2.5 إلى 3 . هنا ، يلعب ضعف ( انقراض ) الضوء دورًا أقل من تشتت الغلاف الجوي المتزايد بين الضوء الأزرق والأحمر: بالقرب من الأفق ، يصبح النجم الأبيض بقعة ملونة زرقاء في الأعلى وحمراء في الأسفل.
مع الكتلة الهوائية ، يزداد اضطراب الهواء أيضًا بشكل ملحوظ - كل من التقلب في السطوع ( التلألؤ ) ووضوح الصورة ( الرؤية ). في زوايا الذروة أعلى من  80 درجة (أي ، عند زوايا ارتفاع أقل من  10 °) يؤدي الانكسار الفلكي أيضًا إلى إطالة المسار البصري ، لأن شعاع الضوء يكون أكثر انحناءًا في الغلاف الجوي.
هناك أيضًا احمرار طفيف في ضوء النجوم عندما يحتوي الهواء على الكثير من الهباء الجوي : يتشتت الضوء الأزرق بقوة أكبر على جزيئات الغبار ، أكثر من تشتت الضوء الأحمر - وهو تأثير مشابه لتأثير غروب الشمس .

## الفيزياء الشمسية
يعتمد طيف الإشعاع الشمسي على طول المسار الذي يسير به الضوء عبر الغلاف الجوي. يتم تعيين الأطياف والقدرات الإشعاعية المقابلة للأبعاد الخطية. يعني حدوث ضوء الشمس الأكثر ميلًا ضعفًا في الطاقة الإشعاعية وتغيرًا في الطيف. وفوق كل شيء ، فإن أشعة الموجات القصيرة (مثل الأشعة فوق البنفسجية والأزرق) تتناثر وتمتص بشكل متزايد.
تم تحديد مختلف الأطياف والقوى الإشعاعية للقياسات المقارنة:
- AM = 0 يعرف بأنه الطيف خارج الغلاف الجوي (الطيف خارج الأرض) في الفضاء ، والقوة المشعة هناك هي 1367 W / م 2 ( ثابت شمسي ).
- AM = 1 هو طيف أشعة الشمس الساقط عموديًا على سطح الأرض ، أي يجب أن تكون الشمس بالضبط في أوج الذروة ؛ حيث تقطع الأشعة أقصر طريق إلى سطح الأرض.
- بالنسبة إلى AM = 1.5 ، تكون زاوية السمت تقريبًا 48.2 درجة. في هذا الطيف ، يكون الإشعاع العالمي هو 1000 W / م² ، لهذا السبب تم اعتبار AM = 1.5 كقيمة قياسية لقياس الوحدات الشمسية ( الخلايا الكهروضوئية ). الطيف AM = 1.5 موجود في معيار IEC 904-3 (1989) في الجزء  الثالث. بافتراض أن مدة سطوع الشمس النموذجية تبلغ 1000  ساعة لسطوع الشمس في السنة ، فيكون متوسط شدة الإشعاع في ألمانيا 115 واط / متر مربع.

بالنسبة لبرلين ، زاوية الذروة عند الانقلاب الشتوي هي في الظهر 76 درجة ؛ وبالتالي ينطبق هنا AM = 4,13 . بالنسبة للانقلاب الصيفي وعند أعلى نقطة للشمس ، تكون زاوية الذروة تقريبًا  29 ° ، وهو ما يتوافق مع AM = 1,14

## اقرأ أيضا
- ذروة واط